# 東京理科大学総合研究院
東京理科大学総合研究院（とうきょうりかだいがくそうごうけんきゅういん、英称: Research Institute for Science & Technology 略称：RIST）は、東京理科大学の附属研究組織である。学内での略称は「総研」。

## 概要
1981年設立の東京理科大学総合研究所を前身とする。2015年4月1日に旧総合研究機構を改組して設立された。研究における大学の研究水準の向上と我が国および世界への貢献をめざした連携・協力組織として設置された研究推進機構の下に、総合研究機構から名称を変更した総合研究院が位置づけられている。
　研究部門を主体とした研究組織に加えて、研究センター、共同利用・共同研究拠点を統合し、本格的な研究推進組織の実現を図った。2021年現在、20研究部門、3研究センター、1共同利用・共同研究拠点、1共創プロジェクトを擁する大規模な横断的研究組織となっている。
　それぞれの学問分野の基礎についての徹底した理解を踏まえた上で、分野間の実質的な連携を追求し、学内外、国内外の壁を取り払って積極的な研究を実施している。これほどの大きな分野横断的な組織を持つのは、私立大学では極めて稀である。

## 沿革
- 1981年（昭和56年）1月22日 - 総合研究所として発足（固体物性、界面科学、火災科学、リモートセンシングの4部門）。
- 1982年 - 破壊力学研究部門を開設。
- 1983年 - バイオシステム研究部門を開設。
- 1987年 - 生命科学研究部門を開設。
  - 固体物性研究部門、破壊力学研究部門を解消。
  - バイオシステム部門をインテリジェント研究部門に改称。
  - 計算力学研究部門、高度超電導研究部門を開設。
- 1990年（平成2年） - 静電気研究部門を開設。
- 1994年 - 海洋生物研究施設を設置。
- 1997年 - 高機能新素材合成解析センターを設置。
- 1998年 - 赤外自由電子レーザー研究センターを設置（〜2021年）
- 2005年11月1日 - 総合研究機構が発足（10センター、5研究部門）。
- 2006年
  - 1月 - 研究推進室を設置。
  - 10月 - 研究技術部研究機器センターを設置。
- 2007年7月 - 社会連携部を設置。
- 2008年6月 - 火災科学研究センターがグローバルCOEプログラムに採択。
- 2009年7月 - 火災科学研究センターが理系の私学で初の共同利用・共同研究拠点として認定。
- 2010年4月 - 火災科学研究センターのグローバルCOEプログラムにより国際火災科学研究科を新設。
- 2013年4月 - 経済産業省「イノベーション拠点立地支援事業」により光触媒国際研究センターを設置（〜2021年3月）。
- 2015年4月 - 研究推進機構総合研究院へ改組、光触媒国際研究センターが共同利用・共同研究拠点として認定。
- 2016年11月 - 文部科学省「平成28年私立大学ブランディング事業」の採択を受けウォーターフロンティアサイエンス&テクノロジー研究センターを設置。
- 2017年
  - 6月 - 花王生活科学寄附研究部門を設置。
  - 11月 - 文部科学省「平成28年私立大学ブランディング事業」の採択を受けスペース・コロニー研究センターを設置。
- 2018年12月 - 第1回総合研究院アカデミー開催。
- 2020年1月 - 東北大学数理科学連携研究センターとの連携協力に関する協定調印。
- 2021年
  - 4月 - 共創プロジェクトを創設。花王株式会社と共同研究契約を締結し、花王Kireiな未来共創プロジェクトを設置。
  - 4月 - ウォーターフロンティアサイエンス&テクノロジー研究センターをウォーターフロンティア研究センターに改称。スペース・コロニー研究センター、光触媒国際研究センターをスペースシステム創造研究センターに改組。

## 組織

### 研究センター

#### 火災科学研究所
野田キャンパスに所在。1981年設立の総合研究所火災科学部門を前身とする、国内の大学では唯一の火災科学に関する研究機関である。「先導的建築火災安全工学の推進拠点」が平成15～19年度の21世紀COEプログラムに、「先導的火災安全工学の東アジア教育研究拠点」が平成20年度グローバルCOEプログラムに採択された実績を持つ。火災科学研究所実験棟が、大学附属の火災科学研究専用施設の中で世界トップレベルの規模と機能をもつ実験棟として2005年3月に竣工した。

#### スペースシステム創造研究センター（SSI）
野田キャンパスに所在。2021年、スペース・コロニー研究センター、光触媒国際研究センターを発展的改組して設置。特別顧問を光触媒の世界的権威である藤嶋昭（栄誉教授・元学長）が、エグゼクティブアドバイザーを日本人女性初の宇宙飛行士である向井千秋（特任副学長）が務める。東京理科大学が有する人工衛星の部品開発、機能性材料、創エネルギー、建築、IoT、センサーの各技術を集結して、人類のフロンティアである宇宙の開発に不可欠な、極限的な閉鎖環境においてのさまざまなプロジェクトが進められている。これらの研究は宇宙滞在時に限らず、地上においても有用であるため、「宇宙も学べ」、それぞれの専門分野を「宇宙で学ぶ」環境となっている。
- 教育ユニット

- 光触媒国際ユニット - 野田キャンパス内光触媒国際研究センター棟に所在。光触媒国際研究センターから2021年に発展的改組。センター長を光触媒の第一人者である藤嶋昭（前学長・理科大栄誉教授）が務める。なおセンター棟（施工：竹中工務店）は第20回千葉県建築文化賞（2013年度）を受賞している[5]。

- スペース・コロニーユニット - スペース・コロニー研究センターから2021年に発展的改組。ユニット長を向井千秋（特任副学長・宇宙飛行士）が務める。

- スペースプレーンユニット

#### ウォーターフロンティア研究センター
神楽坂キャンパス1号館に所在。2016年、文部科学省「平成28年私立大学ブランディング事業」の採択を受け設置。材料表面・界面における水の構造と挙動を体系的に理解・制御し、学術界・産業界のニーズに応える世界初の学際研究拠点である。

### 共同利用・共同研究拠点
- 火災安全科学研究拠点

### 研究部門
- カーボンバリュー研究拠点
- 先端都市建築研究部門
- ナノカーボン研究部門
- 界面科学研究部門（野田）
- 実践的有機合成を基盤としたケミカルバイオロジー研究部門（神楽坂5号館）
- 先進複合材料・構造CAE研究部門
- 核酸創薬研究部門（野田）
- 合成生物学研究部門（野田）
- 再生可能エネルギー技術研究部門
- アンビエントデバイス研究部門
- 生物環境イノベーション研究部門
- 統計科学研究部門
- 技術経営戦略・金融工学社会実装研究部門
- 数理解析連携研究部門
- ナノ量子情報研究部門
- 先端エネルギー変換研究部門
- 再生医療を加速する超細胞・DDS 開発研究部門
- パラレル脳センシング技術研究部門
- デジタルトランスフォーメーション研究部門
- 先端的代数学融合研究部門
- データサイエンス医療研究部門
- スマートヘルスケアシステム研究部門

### 共創プロジェクト
2021年4月に創設。理科大の教員が実施する共同研究のうち、社会課題の解決に対し、特段に貢献できると認められるものについて、その研究成果や知見を学内外へ発信することにより、新たな価値の創造に寄与することを目的とするものである。

#### 「花王Kireiな未来共創プロジェクト」
2021年4月に初の共創プロジェクトとして設置。花王株式会社との間で共同研究契約を締結し、主に以下のテーマについて連携し研究開発を行う。
- 1. バイオ燃料電池・バイオセンサに関する研究

- 2. 泡の制御・機能化に関する研究

- 3. 痛みの神経・分子メカニズムに関する研究

## 研究

### 花王Kireiな未来共創プロジェクト
2021年5月より、人の汗などに含まれる物質から発電した電気を供給するバイオ燃料電池の研究を始めている。心拍数や発汗といった健康状態をはかれるスマートウオッチに内蔵し、電源とすることを想定し、ヘルスケア事業での活用を狙う。

## 基礎データ

### 所在地
主に本学野田キャンパスに所在する。
- 〒278-0022 千葉県野田市山崎2669 東京理科大学野田キャンパス内
  - アクセス：東武野田線運河駅下車 徒歩20分

### 歴代所長・院長
| 代 | 氏名       | 専門分野   | 就任年月           | 主な経歴                                                             |
| -- | ---------- | ---------- | ------------------ | -------------------------------------------------------------------- |
| 01 | 高木敬次郎 | 薬理学     | 1981年（昭和56年） | 東大薬学部部長、日本薬学会会頭、理科大薬学部部長、日本薬剤師会会長   |
| 02 | 丸安隆和   | 測量学     | 1982年（昭和57年） | 東大名誉教授                                                         |
| 03 | 鶴田禎二   | 高分子化学 | 1985年（昭和60年） | 理科大工学部工業化学科教授、高分子学会会長、東大名誉教授             |
| 04 | 向山光昭   | 有機化学   | 1990年（平成2年）  | 東大名誉教授、東工大名誉教授、理科大名誉教授                         |
| 05 | 石井忠浩   | 高分子化学 | 2001年（平成13年） | 理科大理学部第一部応用化学科教授                                     |
| 06 | 二瓶好正   | 分析化学   | 2004年（平成16年） | 理科大理工学部教授、日本分析化学会会長                               |
| 07 | 福山秀敏   | 物性物理学 | 2007年（平成19年） | 東大物性研究所所長、理科大理学部第一部応用物理学科教授、理科大副学長 |
| 08 | 浅島誠     | 発生生物学 | 2016年（平成28年） | 東大大学院総合文化研究科・教養学部長、理科大副学長                   |
| 09 | 高柳英明   | 超伝導     | 2018年（平成30年） | 理科大理学部第一部応用物理学科教授                                   |
| 10 | 西原寛     | 錯体化学   | 2022年（令和4年）  | 電気化学会会長、東大名誉教授                                         |

## 対外関係

### 共同研究
- 花王（2021年締結）

### 連携協力
- 東北大学数理科学連携研究センター（2020年締結）